# Festuca rosei
Festuca rosei là một loài thực vật có hoa trong họ Hòa thảo. Loài này được Piper mô tả khoa học đầu tiên năm 1906.